# Rakacaszend
Rakacaszend è un comune dell'Ungheria di 368 abitanti (dati 2001) . È situato nella contea di Borsod-Abaúj-Zemplén.

## Storia
Il vecchio nome del villaggio era Szend che significa "Santo". La chiesa del paese è stata costruita nel secolo XIV. La famiglia proprietaria del villaggio si chiamava "Szendi".
Fu distrutto nel secolo XVI dopo la caduta di Buda ad opera dei Turchi e fu ripopolato un secolo dopo dai nuovi proprietari, la famiglia Lorántffy e la Rákóczi.